# Pathways into Darkness
Pathways into Darkness est un jeu vidéo d’aventure et de tir à la première personne développé et publié par Bungie Software Products Corporation en août 1993 exclusivement sur Macintosh. Le joueur y incarne un soldat des forces spéciales devant empêcher un dieu de se réveiller et de détruire le monde. Pour cela, le joueur doit progresser dans la pyramide où dort le dieu en résolvant des énigmes et en combattant des ennemis. Le jeu est au départ conçu par Bungie comme une suite de  Minotaur: The Labyrinths of Crete mais ses développeurs décident finalement de créer un scénario inédit . Le jeu est programmé par Jason Jones, les environnements et les créatures ayant été créées par Colin Brent . À sa sortie, Pathways into Darkness est très bien reçu par la presse spécialisée et il décroche de nombreuses récompenses. Il devient ainsi le premier succès commercial du studio, permettant à Jason Jones et Alex Seropian de déménager à Chicago et de recruter des collaborateurs,.